# 和田春生
和田 春生（わだ はるお、1919年3月15日 - 1999年10月17日）は、日本の労働運動家、政治家。衆議院議員（1期）、参議院議員（1期）。

## 経歴
東京府東京市四谷区四谷左門町生まれ。三重県伊勢市出身。1939年鳥羽商船学校（現鳥羽商船高等専門学校）卒、山下汽船に航海士として入社。1945年全日本海員組合に参加し、1948年組織部長。1950年総評結成に参加して常任幹事となるが、1952年秋季闘争での総評の敗北を機に総評主流の左傾的傾向を批判、海員組合・全繊同盟・全映演・日放労の「四単産批判」取りまとめの中心となる。その後、日放労を除いた3単産を中心に総評内の右派系単産をまとめ1954年に全労会議を結成して初代書記長となり、解散まで右派労働戦線の旗手的存在だった。1964年に同盟が結成されると副会長になった。1965年国際自由労働組合総連盟アジア地域会長。
1969年の総選挙で東京7区から民社党公認で立候補し衆議院議員に当選するが、1972年の総選挙で落選。1974年の参院選で全国区選出の参議院議員となるが、任期途中の1979年に辞職し同年の総選挙、翌1980年の総選挙と連続して東京3区から立候補するも振るわず国政復帰は叶わなかった。また、鳥羽商船学校出身という出自から、議員在職中に請われて全日本船舶職員協会の会長に就任している。
その後は富士政治大学校の講師を務めながら労働問題、政治問題の評論家を務めた。
1999年10月17日、肺炎のため兵庫県西宮市のアガペ甲山病院で死去、80歳。死没日をもって勲二等瑞宝章追贈、従四位に叙される。

## 出演
- 和田春生のニュースと論説（アール・エフ・ラジオ日本）

## 著書
- 『労働運動入門』社会思想研究会出版部 現代教養文庫 1958
- 『近代的労使関係の在り方 産業民主主義と労使の立場』1964
- 『労働運動の新時代』社会思想社 1967
- 『Pen plus pen 和田春生写真集』新政治研究会 1970
- 『正眼・斜眼世相・政情を射る』新政治研究会 1979

### 共著
- 『企業の繁栄と労使のありかた』藤林敬三,石田謙一郎共著 日本生産性本部 中小企業労使関係双書 1961
- 『企業繁栄のための労使関係』大河内一男,鈴木哲夫共著 日本生産性本部 現代労使関係シリーズ 1965
- 『公明党の虚像と実像 創価学会=公明党批判』上条末夫,遠藤欣之助共著 民主社会主義研究会議 学習ライブラリー 1968

## 関連書籍
- 『衆議院議員 和田春生』新政治研究会 1970
- 『海の男和田春生 民主的労働運動と民主社会主義の灯台』民社協会 2001